# 聂师道
聂师道。生卒年不详。字通微。新安歙州（今安徽歙县）人，唐朝五代时道士。性聪淳直，言行谦谨，养亲以孝闻。十三岁入道门，十五岁授符篆。后出游各处访道。游绩溪山、南岳、九嶷山、玉笥山。据称遇异人授以《素书》。后居广陵三十余年，传上清法，有弟子五百余人。